# 안젤로 스키아비오
안젤로 스키아비오(이탈리아어: Angelo Schiavio ˈandʒelo ˈskjaːvjo[*]; 1905년 10월 15일, 에밀리아-로마냐 주 볼로냐 ~ 1990년 9월 17일, 에밀리아-로마냐 주 볼로냐)는 이탈리아의 전 축구 선수로, 현역 시절 공격수로 활약했다. 스키아비오는 현역 시절 전부를 태어난 곳이자 최후를 맞이했던 볼로냐에서 보냈다. 그는 볼로냐에서 4번의 리그를 우승했고, 구단 역대 최다 득점자로 이름을 남겼다. 그는 이탈리아 국가대표팀 일원으로 1934년 월드컵에서 우승을 거두었는데, 그는 대회를 최다 득점 공동 2위를 기록하기도 했다. 그 외에도 1927-30년과 1933-35년에 중부 유럽 국제컵을 제패했었고, 1928년 하계 올림픽에서는 이탈리아 선수단 일원으로 동메달을 목에 걸었다. 은퇴 후, 그는 볼로냐와 이탈리아 국가대표팀 감독을 모두 맡아 보았다.
이탈리아의 가장 위대한 스트라이커로 손꼽히는 스키아비오는 빠르고, 많은 골을 넣으며, 강인하고, 기술적 재능을 타고난 공격수였다. 2012년, 그는 이탈리아 축구 명에의 전당에 이름을 올렸다.
스키아비오는 1990년 9월 17일에 볼로냐의 말피기 병원에서 향년 84세로 영면에 들었는데, 그는 이탈리아의 1934년 월드컵 우승 선수단원들 중 가장 마지막으로 영면에 들었다.

## 클럽 경력
스키아비오는 현역 시절 전부를 볼로냐에서 보냈다. 그는 1922-23 시즌에 1군 신고식을 치렀는데, 같은 시즌에 도합 6번의 리그 경기(총 11경기)에 출전하여 6골을 득점했다. 그는 1923년에 소속 구단 첫 경기를 17세의 나이로 치렀다. 당시 이탈리아 리그는 지역 별로 나뉘어 진행되었다. 그는 계속해서 볼로냐의 경기에 출전(하고 득점)했고, 19세에 정식으로 1군 주전으로 등극해 볼로냐의 1925년 사상 첫 리그 우승을 이룩했고, 스키아비오는 27경기에서 16골을 득점한 수훈갑이었다. "조별전" 방식으로 진행된 마지막 시즌은 1928-29 시즌이었다. 이 시즌에 볼로냐는 통산 2번째 리그 우승을 거두었는데, 스키아비오는 26경기에 출전해 30골을 기록하며 경기당 1골 이상씩 득점했는데, 그는 이 시즌에 개인 단일 시즌 최다 득점 기록을 세웠다.
1929-30 시즌, 세리에 A가 현재의 단일 리그 방식으로 개편되었다. 스키아비오는 1929년 10월 6일에 라치오 원정에서 개편된 리그의 첫 경기를 치렀는데, 볼로냐는 이 경기에서 0-3으로 완패했다. 그 해가 지나기 전인 11월 13일, 스키아비오는 세리에 A 첫 득점을 2-2로 비긴 트리에스티나와의 경기에서 득점했다.1931-32 시즌, 그는 1시즌 동안 25골을 기록해 세리에 A 득점왕으로서 카포칸노니에리가 되었다. 볼로냐는 1936년과 1937년에 방패를 2번 더 달았지만, 스키아비오는 1937년 통산 4번째 리그 우승 당시 2경기에 출전하는데 그쳤다. 스키아비오는 1938-39 시즌을 끝으로 축구화를 벗었는데, 이 시즌에는 6번 경기에 출전했지만, 한 번도 골망을 흔들지 못했다.
구단 역사상 주요 거물이기도 한 스키아비오는 볼로냐 소속으로 16년을 보내며 4번의 리그 우승을 거두었다. 그는 볼로냐 경기에 도합 361번 출전하여 249골을 기록했고, 리그에서만 242골을 넣은 이탈리아 리그 역대 최다 득점자로, 이 중 세리에 A 개편 후에 넣은 골 수는 109골이었다.

## 국가대표팀 경력

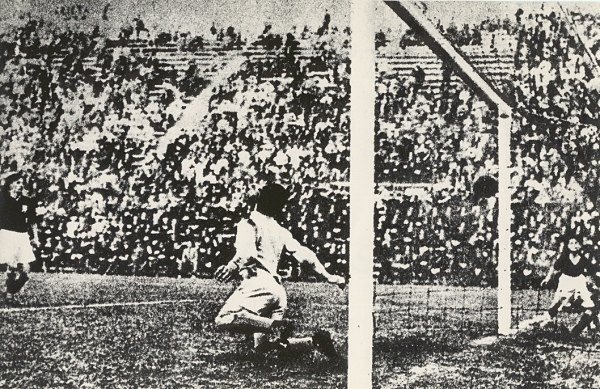
체코슬로바키아와의 1934년 월드컵 결승전에서 득점에 성공하는 스키아비오

스키아비오는 1925년 11월에 이탈리아 국가대표팀 첫 경기를 치렀는데, 당시 20세였다. 그는 파도바에서 열린 유고슬라비아와의 경기에서 홀로 2골을 넣어 2-1 승리를 견인했다. 그는 1928년 하계 올림픽에도 참가해 4경기에서 4골을 기록해 이탈리아 선수단원들과 함께 동메달을 목에 걸었다. 그는 뒤이어 1927-30년과 1933-35년에 중부 유럽 국제컵을 제패했다.
스키아비오는 1934년 월드컵의 이탈리아 첫 우승의 주역이었다. 루이스 몬티와 주세페 메아차와 같은 선수들과 함께 출전한 그는 대회에서 총 4골을 기록해 대회 공동 최다 득점 2위에도 이름을 올렸다. 국제 축구 연맹은 스키아비오를 체코슬로바키아의 올드르지흐 네예들리와 독일의 에드문트 코넨과 함께 대회의 공동 득점왕으로 기록했었다. 그러나, 국제 축구 연맹은 2006년 11월에 네예들리의 5번째 득점을 수정하면서, 이 대회의 최다 득점자는 네예들리 단독으로 수정되었다. 스키아비오는 대회 첫 경기인 미국과의 5월 27일 경기에서 이탈리아의 월드컵 1호골 주인공이 된 것에 이어 해트트릭까지 완성했다. 경기는 이탈리아의 7-1 완승으로 종료되었다. 스키아비오는 개막전에서 막강한 화력을 과시했지만, 이어지는 2번의 리그 경기에서 이탈리아가 승리해 결승전에 오르는 과정에 무득점으로 침묵했다.
스키아비오는 결국 체코슬로바키아와의 결승전에서 라이문도 오르시의 동점골로 승부를 돌린 가운데 결정적 순간을 맞이했다. 연장전 시작 5분 만에 부상을 당한 가운데 엔리케 과이타가 가운데로 배급한 공을 2-1 결승골로 연결하는 투혼을 선보였다. 득점 후, 그는 잠시 피로로 기절했었다. 이 골은 스키아비오가 이탈리아 국가대표팀 마지막 경기에서 기록한 마지막 득점이기도 했는데, 그는 이후 부상으로 허덕이며 국가대표팀에서의 활약을 이어나가지 못했다.
스키아비오는 국가대표팀에서 총 21번의 경기에 출전해 15골을 넣었다.

## 경기 방식
이탈리아의 가장 위대한 공격수로 손꼽히며, 볼로냐의 가장 위대한 선수로도 거론되는 스키아비오는 1.78m 신장에 69kg 체중의 선수로, 민첩하고 강력한 중앙 공격수였으며, 기술력도 뛰어나고, 공을 잘 몰았다. 그는 발놀림, 반사신경, 그리고 경격 동작 덕에 수비를 쉽게 따돌리고 방어선을 빠르게 질주하여 무너뜨렸고, 넘긴 공을 끝까지 쫓아가 받았다. 결정력이 뛰어난 골잡이로, 정확하고 강력한 마무리를 양발로 할 수 있으며, 득점을 하기 위해 신체적 힘을 많이 썼다. 더 나아가, 그는 너그럽고, 이타적인 선수이기도 하며, 측면 공격수나 안쪽 공격수로도 가끔 나와 다른 공격 역할을 맡을 수 있었는데, 이러한 방식은 이탈리아에서 반(半)측면 선수(mezzala)로 통했다. 그러나, 스키아비오는 현역 시절 잦은 부상으로 기량을 만개하지 못했다.

## 경력 통계

### 클럽
출처:
| 클럽      | 클럽      | 클럽      | 리그 | 리그 | 컵            | 컵            | 리그컵 | 리그컵 | 대륙 | 대륙 | 합계 | 합계 |
| 시즌      | 클럽      | 리그명    | 출장 | 골   | 출장          | 골            | 출장   | 골     | 출장 | 골   | 출장 | 골   |
| 이탈리아  | 이탈리아  | 이탈리아  | 리그 | 리그 | 코파 이탈리아 | 코파 이탈리아 | 리그컵 | 리그컵 | 유럽 | 유럽 | 합계 | 합계 |
| --------- | --------- | --------- | ---- | ---- | ------------- | ------------- | ------ | ------ | ---- | ---- | ---- | ---- |
| 1922–23   | 볼로냐    | 세리에 A  | 6    | 6    |               |               |        |        |      |      |      |      |
| 1923–24   | 볼로냐    | 세리에 A  | 24   | 15   |               |               |        |        |      |      |      |      |
| 1924–25   | 볼로냐    | 세리에 A  | 27   | 16   |               |               |        |        |      |      |      |      |
| 1925–26   | 볼로냐    | 세리에 A  | 20   | 28   |               |               |        |        |      |      |      |      |
| 1926–27   | 볼로냐    | 세리에 A  | 25   | 17   |               |               |        |        |      |      |      |      |
| 1927–28   | 볼로냐    | 세리에 A  | 30   | 26   |               |               |        |        |      |      |      |      |
| 1928–29   | 볼로냐    | 세리에 A  | 26   | 30   |               |               |        |        |      |      |      |      |
| 1929–30   | 볼로냐    | 세리에 A  | 15   | 7    |               |               |        |        |      |      |      |      |
| 1930–31   | 볼로냐    | 세리에 A  | 21   | 16   |               |               |        |        |      |      |      |      |
| 1931–32   | 볼로냐    | 세리에 A  | 30   | 25   |               |               |        |        |      |      |      |      |
| 1932–33   | 볼로냐    | 세리에 A  | 33   | 28   |               |               |        |        |      |      |      |      |
| 1933–34   | 볼로냐    | 세리에 A  | 19   | 9    |               |               |        |        |      |      |      |      |
| 1934–35   | 볼로냐    | 세리에 A  | 27   | 12   |               |               |        |        |      |      |      |      |
| 1935–36   | 볼로냐    | 세리에 A  | 26   | 10   |               |               |        |        |      |      |      |      |
| 1936–37   | 볼로냐    | 세리에 A  | 2    | 2    |               |               |        |        |      |      |      |      |
| 1937–38   | 볼로냐    | 세리에 A  | 6    | 0    |               |               |        |        |      |      |      |      |
| 합계      | 이탈리아  | 이탈리아  | 179  | 109  |               |               |        |        |      |      |      |      |
| 경력 합계 | 경력 합계 | 경력 합계 | 179  | 109  |               |               |        |        |      |      |      |      |

### 국가대표팀
출처:
| 이탈리아 국가대표팀 | 이탈리아 국가대표팀 | 이탈리아 국가대표팀 |
| 연도                | 출장                | 골                  |
| ------------------- | ------------------- | ------------------- |
| 1925                | 1                   | 2                   |
| 1926                | 2                   | 1                   |
| 1927                | 1                   | 0                   |
| 1928                | 5                   | 4                   |
| 1929                | 3                   | 0                   |
| 1930                | 0                   | 0                   |
| 1931                | 0                   | 0                   |
| 1932                | 1                   | 0                   |
| 1933                | 4                   | 4                   |
| 1934                | 4                   | 4                   |
| 합계                | 21                  | 15                  |

## 수상

### 클럽
볼로냐
- 세리에 A: 1924–25, 1928–29, 1935–36, 1936–37
- 미트로파컵: 1932, 1934
- 파리 세계박람회 국제 트로피: 1937

### 국가대표팀
이탈리아 국가대표팀
- 월드컵: 1934
- 중부 유럽 국제컵: 1927–30, 1933–35
- 하계 올림픽 동메달: 1928

### 개인
- 세리에 A 득점왕: 1931–32 (25골)[17]
- 월드컵 최다 득점 2위: 1934
- 이탈리아 축구 명예의 전당: 2012 (사후 명예)[18]